# Unione Sportiva Triestina 1981-1982
Questa voce raccoglie le informazioni riguardanti l'Unione Sportiva Triestina Calcio nelle competizioni ufficiali della stagione 1981-1982.

## Rosa
| N. |                   | Ruolo | Calciatore            |
| -- | ----------------- | ----- | --------------------- |
|    | Italia (bandiera) | A     | Tiziano Ascagni       |
|    | Italia (bandiera) | P     | Luciano Bartolini     |
|    | Italia (bandiera) | C     | Norberto Cappellari   |
|    | Italia (bandiera) | D     | Maurizio Costantini   |
|    | Italia (bandiera) | A     | Franco De Falco       |
|    | Italia (bandiera) | C     | Loris Dominissini     |
|    | Italia (bandiera) | C     | Paolo Doto            |
|    | Italia (bandiera) | C     | Gianni Dreolini       |
|    | Italia (bandiera) | D     | Mario Feroleto        |
|    | Italia (bandiera) | A     | Paolo Gregoric        |
|    | Italia (bandiera) | C     | Roberto Lenarduzzi    |
|    | Italia (bandiera) | C     | Valentino Leonarduzzi |
|    | Italia (bandiera) | C     | Giorgio Magnocavallo  |

| N. |                   | Ruolo | Calciatore          |
| -- | ----------------- | ----- | ------------------- |
|    | Italia (bandiera) | D     | Sergio Marlazzi     |
|    | Italia (bandiera) | C     | Giuseppe Marozzi    |
|    | Italia (bandiera) | D     | Giuseppe Mascheroni |
|    | Italia (bandiera) | A     | Fabio Memmo         |
|    | Italia (bandiera) | C     | Andrea Mitri        |
|    | Italia (bandiera) | P     | Mauro Nardini       |
|    | Italia (bandiera) | P     | Enrico Nieri        |
|    | Italia (bandiera) | C     | Francesco Rossi     |
|    | Italia (bandiera) | C     | Salvatore Saporito  |
|    | Italia (bandiera) | D     | Francesco Schiraldi |
|    | Italia (bandiera) | C     | Mark Strukelj       |
|    | Italia (bandiera) | D     | Manlio Zanini       |

## Risultati

### Serie C1

#### Girone di andata
| 20 settembre 1981 1ª giornata | Triestina | 2 – 0 | Forlì |  |

| 27 settembre 1981 2ª giornata | Parma | 2 – 0 | Triestina |  |

| 4 ottobre 1981 3ª giornata | Triestina | 1 – 2 | Sanremese |  |

| 11 ottobre 1981 4ª giornata | Triestina | 1 – 2 | Padova |  |

| 18 ottobre 1981 5ª giornata | Piacenza | 2 – 3 | Triestina |  |

| 25 ottobre 1981 6ª giornata | Triestina | 1 – 1 | Atalanta |  |

| 1º novembre 1981 7ª giornata | Alessandria | 1 – 1 | Triestina |  |

| 8 novembre 1981 8ª giornata | Lanerossi Vicenza | 1 – 0 | Triestina |  |

| 15 novembre 1981 9ª giornata | Triestina | 3 – 1 | Fano |  |

| 22 novembre 1981 10ª giornata | Empoli | 0 – 1 | Triestina |  |

| 29 novembre 1981 11ª giornata | Triestina | 1 – 1 | Treviso |  |

| 6 dicembre 1981 12ª giornata | Trento | 0 – 2 | Triestina |  |

| 13 dicembre 1981 13ª giornata | Triestina | 3 – 1 | Sant'Angelo |  |

| 20 dicembre 1981 14ª giornata | Modena | 3 – 1 | Triestina |  |

| 3 gennaio 1982 15ª giornata | Triestina | 1 – 1 | Rhodense |  |

| 10 gennaio 1981 16ª giornata | Monza | 1 – 2 | Triestina |  |

| 17 gennaio 1981 17ª giornata | Triestina | 2 – 0 | Mantova |  |

#### Girone di ritorno
| 24 gennaio 1982 18ª giornata | Forlì | 0 – 0 | Triestina |  |

| 31 gennaio 1982 19ª giornata | Triestina | 1 – 0 | Parma |  |

| 7 febbraio 1982 20ª giornata | Sanremese | 1 – 0 | Triestina |  |

| 14 febbraio 1982 21ª giornata | Padova | 0 – 1 | Triestina |  |

| 21 febbraio 1982 22ª giornata | Triestina | 2 – 1 | Piacenza |  |

| 28 febbraio 1982 23ª giornata | Atalanta | 3 – 1 | Triestina |  |

| 7 marzo 1982 24ª giornata | Triestina | 1 – 0 | Alessandria |  |

| 21 marzo 1982 25ª giornata | Triestina | 0 – 1 | Lanerossi Vicenza |  |

| 28 marzo 1982 26ª giornata | Fano | 1 – 1 | Triestina |  |

| 4 aprile 1982 27ª giornata | Triestina | 0 – 0 | Empoli |  |

| 18 aprile 1982 28ª giornata | Treviso | 0 – 2 | Triestina |  |

| 25 aprile 1982 29ª giornata | Triestina | 3 – 1 | Trento |  |

| 2 maggio 1982 30ª giornata | Sant'Angelo | 0 – 0 | Triestina |  |

| 9 maggio 1982 31ª giornata | Triestina | 4 – 2 | Modena |  |

| 16 maggio 1982 32ª giornata | Rhodense | 3 – 2 | Triestina |  |

| 23 maggio 1982 33ª giornata | Triestina | 1 – 2 | Monza |  |

| 30 maggio 1982 34ª giornata | Mantova | 1 – 2 | Triestina |  |

## Statistiche

### Statistiche di squadra
| Competizione         | Punti | In casa | In casa | In casa | In casa | In casa | In casa | In trasferta | In trasferta | In trasferta | In trasferta | In trasferta | In trasferta | Totale | Totale | Totale | Totale | Totale | Totale | DR  |
| Competizione         | Punti | G       | V       | N       | P       | Gf      | Gs      | G            | V            | N            | P            | Gf           | Gs           | G      | V      | N      | P      | Gf     | Gs     | DR  |
| -------------------- | ----- | ------- | ------- | ------- | ------- | ------- | ------- | ------------ | ------------ | ------------ | ------------ | ------------ | ------------ | ------ | ------ | ------ | ------ | ------ | ------ | --- |
| Serie C1             | 56    | 17      | 9       | 4       | 4       | 27      | 16      | 17           | 7            | 4            | 6            | 19           | 19           | 34     | 16     | 8      | 10     | 46     | 35     | +9  |
| Coppa Italia Serie C | 7     | 4       | 3       | 1       | 0       | 11      | 0       | 4            | 1            | 2            | 1            | 3            | 3            | 8      | 4      | 3      | 1      | 14     | 3      | +11 |
| Totale               | 63    | 21      | 12      | 5       | 4       | 38      | 16      | 21           | 8            | 6            | 7            | 22           | 22           | 42     | 20     | 11     | 11     | 60     | 38     | +22 |

### Statistiche dei giocatori
| Giocatore          | Serie C1 | Serie C1 | Coppa Italia Serie C | Coppa Italia Serie C | Totale   | Totale |
| Giocatore          | Presenze | Reti     | Presenze             | Reti                 | Presenze | Reti   |
| ------------------ | -------- | -------- | -------------------- | -------------------- | -------- | ------ |
| T. Ascagni         | 31       | 12       | 0                    | 0                    | 31       | 12     |
| L. Bartolini       | 11       | 0        | 0                    | 0                    | 11       | 0      |
| N. Cappellari      | 3        | 0        | 0                    | 0                    | 3        | 0      |
| M. Costantini      | 29       | 2        | 0                    | 0                    | 29       | 2      |
| F. De Falco        | 30       | 12       | 0                    | 0                    | 30       | 12     |
| L. Dominissini     | 22       | 1        | 0                    | 0                    | 22       | 1      |
| P. Doto            | 26       | 1        | 0                    | 0                    | 26       | 1      |
| G. Dreolini        | 27       | 4        | 0                    | 0                    | 27       | 4      |
| M. Feroleto        | 4        | 0        | 0                    | 0                    | 4        | 0      |
| P. Gregoric        | 7        | 1        | 0                    | 0                    | 7        | 1      |
| R. Lenarduzzi      | 1        | 0        | 0                    | 0                    | 1        | 0      |
| V. Leonarduzzi     | 32       | 2        | 0                    | 0                    | 32       | 2      |
| G. Magnocavallo    | 0        | 0        | 0                    | 0                    | 0        | 0      |
| S. Sergio Marlazzi | 11       | 0        | 0                    | 0                    | 11       | 0      |
| G. Marozzi         | 28       | 1        | 0                    | 0                    | 28       | 1      |
| G. Mascheroni      | 34       | 0        | 0                    | 0                    | 34       | 0      |
| F. Memmo           | 1        | 0        | 0                    | 0                    | 1        | 0      |
| A. Mitri           | 32       | 6        | 0                    | 0                    | 32       | 6      |
| M. Nardini         | 0        | 0        | 0                    | 0                    | 0        | 0      |
| E. Nieri           | 0        | 0        | 0                    | 0                    | 0        | 0      |
| F. Rossi           | 0        | 0        | 0                    | 0                    | 0        | 0      |
| S. Saporito        | 0        | 0        | 0                    | 0                    | 0        | 0      |
| F. Schiraldi       | 0        | 0        | 0                    | 0                    | 0        | 0      |
| M. Mark Strukelj   | 0        | 0        | 0                    | 0                    | 0        | 0      |
| M. Zanini          | 0        | 0        | 0                    | 0                    | 0        | 0      |